# Синівська сільська рада (Гощанський район)
Си́нівська сільська́ ра́да — орган місцевого самоврядування в Гощанському районі Рівненської області. Адміністративний центр — село Синів.

## Загальні відомості
- Синівська сільська рада утворена в 1940 році.
- Територія ради: 24,575 км²
- Населення ради: 1 407 осіб (станом на 2001 рік)

## Населені пункти
Сільській раді підпорядковані населені пункти:
- с. Синів
- с. Терентіїв

## Склад ради
Рада складається з 16 депутатів та голови.
- Голова ради: Наумчук Володимир Володимирович
- Секретар ради: Гапончук Ольга Павлівна

### Керівний склад попередніх скликань
| ПІБ                             | Основні відомості                                            | Дата обрання | Дата звільнення |
| ------------------------------- | ------------------------------------------------------------ | ------------ | --------------- |
| Наумчук Володимир Володимирович | Сільський голова, 1953 року народження, освіта, безпартійний | 26.03.2006   | 31.10.2010      |
| Наумчук Володимир Володимирович | Сільський голова, 1953 року народження, безпартійний         | 31.10.2010   |                 |

Примітка: таблиця складена за даними сайту Верховної Ради України